# Itaueira
Itaueira là một đô thị thuộc bang Piauí, Brasil. Đô thị này có diện tích 2534,502 km², dân số năm 2007 là 10578 người, mật độ 4,17 người/km².